# テッシトゥーラ
テッシトゥーラ（イタリア語: Tessitura）とは、音楽においては、特定の前後関係における音高のまとまりのこと。曲の中のある部分の音域や声域を指したり、記譜法においては、音部記号によって示唆される音域ないしは声域のことを指す。
英語のテクスチュアに相当するイタリア語で、作曲法や楽曲分析において使う場合、普通は声楽曲や、ある楽曲における声楽パートに適用し、音符が並んでいる全般的な範囲のことをいう。あるいは声楽パートや、時には器楽パートに関連づけて、音楽的に受け容れられる心地よい音色の意味にも使われる。この意味においては、英語のテクスチュアに近い。